# Scoglio a Pizzo
Scoglio a Pizzo è un'isola dell'Italia sita nel mar Ionio, in Sicilia.
Amministrativamente appartiene a Siracusa, comune italiano capoluogo di provincia.
Si trova a est della terraferma siracusana (Borgata Santa Lucia), tra punta Spuntone e il porto piccolo.